# Гранит Квори (Северна Каролина)
Гранит Квори (енгл. Granite Quarry) град је у америчкој савезној држави Северна Каролина.

## Демографија
По попису из 2010. године број становника је 2.930, што је 755 (34,7%) становника више него 2000. године.
| Група             | 2000.         | 2010.         |
| Белци             | 1.879 (86,4%) | 2.501 (85,4%) |
| Афроамериканци    | 180 (8,3%)    | 244 (8,3%)    |
| Азијати           | 9 (0,4%)      | 33 (1,1%)     |
| Хиспаноамериканци | 115 (5,3%)    | 116 (4,0%)    |
| Укупно            | 2.175         | 2.930         |